# Jamelia

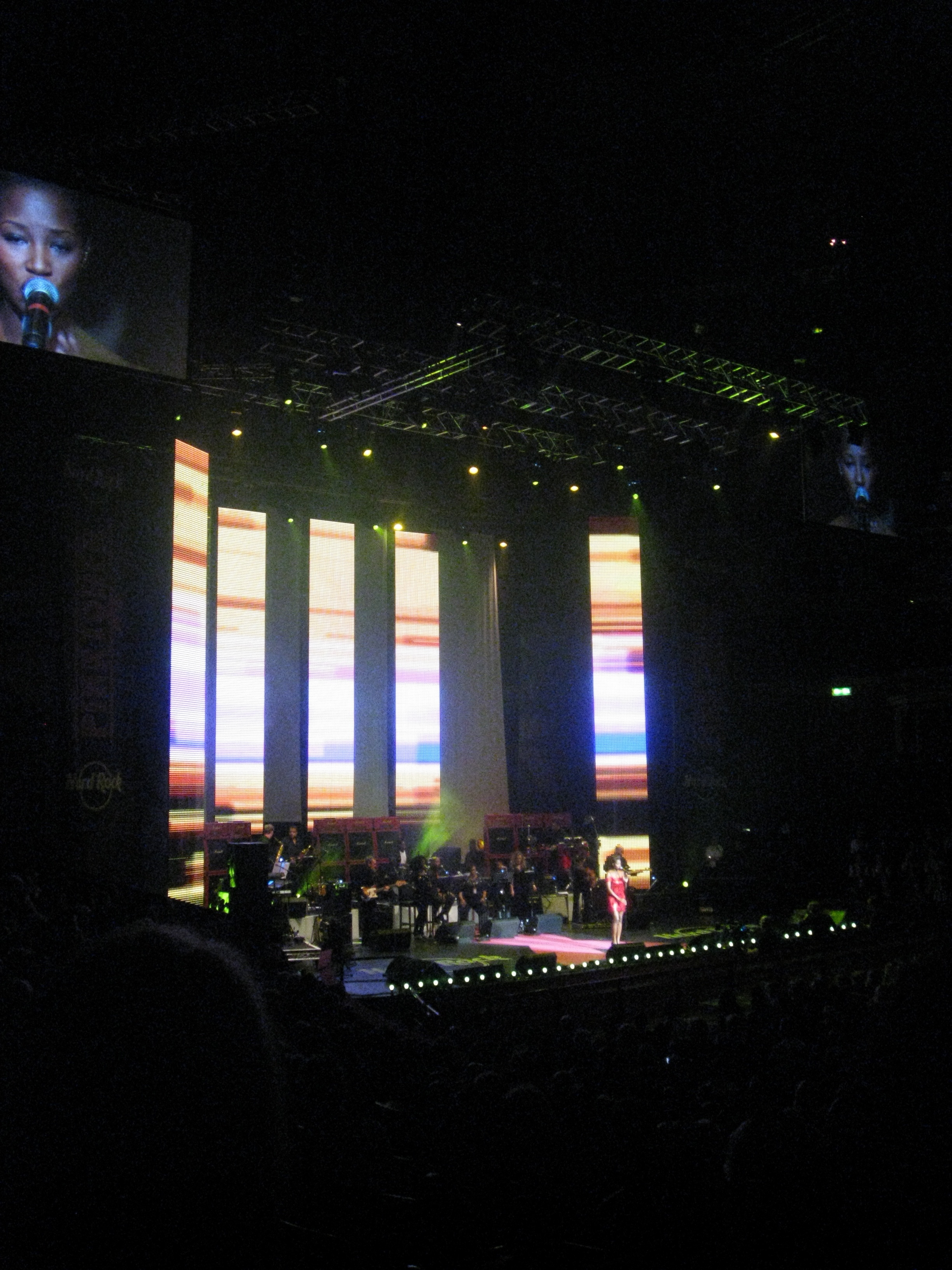
Jamelia en concierto.

Jamelia Niela Davis (Birmingham, Inglaterra, 11 de enero de 1981), conocida simplemente como Jamelia, es una cantautora británica de R&B. Consiguió éxito fuera de Europa en 2003, con su canción "Superstar".

## Biografía
Jamelia nació en Birmingham, Inglaterra de una familia jamaicana. Se crio en el distrito de Aston. Fue contratada por la discográfica inglesa Parlophone Records UK a los 15 años, después de impresionar a los ejecutivos de la discográfica con sus canciones a capela.

### Álbum debut:Drama
En abril de 1999, Jamelia publicó su primer sencillo "So High", pero no fue hasta su segundo sencillo, "I Do", dónde consiguió llegar al Top 40 del Reino Unido. En 2000, a los 18 años de edad, publicó su primer álbum, titulado "Drama", que llegó al número 39 del Top 40 del Reino Unido. El sencillo más exitoso del primer álbum de Jamelia fue "Money", junto con el jamaicano Beenie Man, llegando al número 5. Fue nominada a 4 Premios Mobo, ganando 1. El álbum continuó con su tercer sencillo y continuó con la racha de éxito, llegando al número 11; y su cuarto y último sencillo fue "Boy Next Door", que debutó fuera del Top 40 del Reino Unido, el número 42.

### Thank You
Después del éxito de su primer álbum, se retiró temporalmente de la industria de la música para dar a luz a su primera hija el 18 de marzo de 2001. Mientras que cuidaba de su hija Teja, Jamelia planeaba con regresar al mundo de la música y en 2003 publicó el primer sencillo de su segundo álbum, "Bout", regresando al Top 40. En septiembre de 2003, publicó su segundo álbum, "Thank You" llegando al Número 65 en el Reino Unido. Después de estos resultados, su primer número 3 vino de la mano del sencillo "Superstar", versión del sencillo de la cantante danesa Christine Milton. Este sencillo conoció el éxito en varios países.
Su álbum "Thank You" fue más tarde relanzado de nuevo y llegó al número 4 en el Reino Unido. En esta nueva versión, Jamelia incluyó 2 nuevos sencillos, "See It In A Boy's Eyes" y "DJ". Ambos sencillos fueron creados por Chris Martin.
En otoño de 2004 decidió colaborar para el Band Aid 20 en el sencillo "Do They Know It's Christmas?". Al mismo tiempo, publicó un tema para la segunda película de Bridget Jones, "Stop". El sencillo tenía el B-Side "DJ".
Este segundo disco de Jamelia fue el más vendido de todos los que ha hecho, vendiendo cerca de 1.500.000 copias en todo el mundo[cita requerida].
En octubre de 2005, Jamelia dio a luz a su segunda hija, Tiani Naila Byfield.

### Walk With Me
El tercer álbum de Jamelia es "Walk With Me", salió a la venta el 25 de septiembre de 2006. 
Debutó en el 20.º puesto de la lista de álbumes de Reino Unido y en el 67.º en la de Irlanda.
En el Reino Unido vendió cerca de 40.000 copias hasta que rebajaron su precio a unas £3 y consiguió remontar ventas, llegando a la certificación de disco de oro por ventas superiores a 100.000 copias [cita requerida].
El primer sencillo es "Something About You", fue publicado el 11 de septiembre de 2006 y debutó el número 10 en el Reino Unido en su segunda semana, vendiendo más de 70.000 copias en total siendo su mejor posición el 9.º puesto[cita requerida]. En el resto del mundo tuvo poca repercusión.
El segundo sencillo de este álbum fue "Beware of the dog", que siguió la racha de top 10 de Jamelia en el Reino Unido, llegando justo al 10.º puesto de la lista. En total vendió cerca de 40.000 copias en este país[cita requerida].
A "Beware of the dog" le siguió "No More", que se quedó en el puesto 43 de la lista de Reino Unido, llegando al 11.º puesto de la lista Airplay.
Jamelia actualmente, está tomando clases de actuación, en el que podría participar en una serie del Reino Unido. Además, como hicieron otras actrices y cantantes, como Sophie Ellis-Bextor o Pamela Anderson, Jamelia ha participado en la campaña pro-animales de PETA, que coincidirá la campaña con la Semana de la Moda de Londres.

## Discografía

### Álbumes
| Información |
| --- |
| Drama - Publicado: 26 de junio de 2000 - Posiciones en las Listas: #39 UK - UK certificación:Gold                                                                                              |
| Thank You - Publicado: 29 de septiembre de 2003 - Posiciones en las listas: #4 UK, #1 UK R&B, #16 NZ, #39 SPA, #48 POL, #52 FRA, #56 GER, #62 AUT, #63 AUS - UK certificación: Double Platinum |
| Walk With Me - Publicado: 25 de septiembre de 2006 - Posiciones en las listas: #20 UK, #67 IRE, #7 POL, #91 SPA ,#74 SWI - UK certificación: Gold - Polonia certificación: Gold                |
| Superstar: The Hits - Released: 24 de septiembre de 2007 - Posiciones en las listas: TBR - UK certificación: -                                                                                 |

### Sencillos
| Año  | Sencillo                       | Charts | Charts | Charts | Charts | Charts | Charts | Charts | Charts | Charts | Álbum                                                  |
| Año  | Sencillo                       | UK     | IRE    | AUS    | NZ     | FRA    | GER    | SWI    | SPA    | EUR    | Álbum                                                  |
| ---- | ------------------------------ | ------ | ------ | ------ | ------ | ------ | ------ | ------ | ------ | ------ | ------------------------------------------------------ |
| 1999 | "So High"                      | —      | —      | —      | —      | —      | —      | —      | —      | —      | Single-only release                                    |
| 1999 | "I Do"                         | 36     | —      | —      | —      | 4      | 15     | —      | —      | —      | Drama                                                  |
| 2000 | "Money" (featuring Beenie Man) | 5      | 18     | —      | —      | 5      | 9      | —      | —      | —      | Drama                                                  |
| 2000 | "Call Me"                      | 11     | —      | —      | —      | 10     | 19     | —      | —      | —      | Drama                                                  |
| 2000 | "Boy Next Door"                | 42     | —      | —      | —      | 56     | 50     | —      | —      | —      | Drama                                                  |
| 2003 | "Bout" (featuring Rah Digga)   | 37     | —      | —      | —      | 16     | 17     | —      | —      | —      | Thank You                                              |
| 2003 | "Superstar"                    | 3      | 19     | 1      | 1      | 3      | 4      | 2      | 2      | 2      | Thank You                                              |
| 2004 | "Thank You"                    | 2      | 10     | 7      | 8      | 3      | 46     | 35     | 9      | 10     | Thank You                                              |
| 2004 | "See It in a Boy's Eyes"       | 5      | 11     | 35     | —      | 5      | 8      | —      | —      | 21     | Thank You                                              |
| 2004 | "DJ/Stop!"                     | 9      | 11     | 37     | —      | 26     | 56     | 36     | —      | 38     | Thank You Bridget Jones: The Edge of Reason soundtrack |
| 2006 | "Something About You"          | 9      | 28     | 17     | —      | —      | 59     | 46     | 43     | 32     | Walk with Me                                           |
| 2006 | "Beware of the Dog"            | 10     | 48     | 50     | 29     | —      | 63     | —      | 31     | 68     | Walk with Me                                           |
| 2007 | "No More"                      | 43     | 79     | —      | —      | —      | —      | —      | —      | —      | Walk with Me                                           |

### Colaboraciones especiales
| Año  | Sencillo                               | Charts | Charts | Charts | Charts | Charts | Charts | Álbum                                                                                 |
| Año  | Sencillo                               | FRA    | GER    | SPA    | ITA    | SWI    | EUR    | Álbum                                                                                 |
| ---- | -------------------------------------- | ------ | ------ | ------ | ------ | ------ | ------ | ------------------------------------------------------------------------------------- |
| 2004 | "Universal Prayer" (con Tiziano Ferro) | 52     | 34     | 23     | 1      | 31     | 59     | Unity: The Official Athens 2004 Olympic Games Album Thank You (edición internacional) |

### DVD
| Información                                        |
| -------------------------------------------------- |
| Thank You Live - Publicado: 1 de noviembre de 2004 |